# Tribunal Judicial de Ferreira do Alentejo
O Tribunal Judicial de Ferreira do Alentejo é um edifício na vila de Ferreira do Alentejo, no Distrito de Beja, em Portugal.

## Descrição
O tribunal tem acesso pela Rua Dr. António Matos de Sousa.

## História
O edifício foi inaugurado em 7 de Março de 1998, numa cerimónia que contou com a presença do ministro da Justiça, José Vera Jardim, do secretário de Estado da Administração da Justiça, do governador civil de Beja, e de várias altas individualidades da justiça.
Em Outubro de 2018, a autarquia de Ferreira do Alentejo informou que o edifício estava com graves problemas de degradação, tanto no exterior como no interior, onde se verificaram infiltrações durante o Inverno. No entanto, não foram tomadas quaisquer medidas, e cerca de sete meses depois, em Junho de 2019, um parede exterior do edifício entrou parcialmente em derrocada, sem provocar danos humanos nem materiais.